# (3908) Нюкта
(3908) Ню́кта, также Ни́кта, Никс (лат. Nyx) — околоземный астероид из группы Амура (II), который принадлежит к спектральному классу V, что может свидетельствовать о том, что данный астероид некогда являлся одним из фрагментов Весты. Он был открыт 6 августа 1980 года немецким астрономом Г.-Э. Шустером в обсерватории Ла-Силья и назван в честь Нюкты, древнегреческой богини ночи и темноты. 

Орбита астероида Нюкта и его положение в Солнечной системе

В 2000 году, по результатам радиолокационных исследований астероида, проведённых в обсерваториях Аресибо и Голдстоуна, были получены первые изображения Нюкты, позволяющие примерно установить форму этого астероида. Как видно на серии снимков вверху, астероид приближённо может быть описан в виде сферического тела с многочисленными выступающими образованиями.
Один из спутников (Никта) Плутона также назван этим же именем, поэтому чтобы избежать путаницы решено было классическое латинское написание названия «Nyx» имени этой богини оставить для астероида, а для спутника Плутона написание названия изменить на «Nix», более поздний вариант, использовавшийся в постантичное время.